# Listeria monocytogenes
Listeria monocytogenes är en gram-positiv bakterie som hos människan kan orsaka sjukdomen listerios. Sjukdomen yttrar sig bland annat som diarréer, huvudvärk, influensaliknande symptom, hjärnhinneinflammation och blodförgiftning. Sjukdomen är en zoonos och är anmälningspliktig.
Bakterien förekommer allmänt i naturen och kan därför kontaminera livsmedel. Den kan tillväxa i kylskåpstemperatur vilket gör att den kan nå riskabla halter. En människa med normalt immunförsvar klarar dock bakterien i vissa mängder. 

## Historia
År 1911 publicerade Gustav Hülphers en artikel om en rörlig gram-positiv stavbakterie som han hade isolerat från två döda kaniner. Denna artikel publicerades i Svensk Veterinärtidskrift och eftersom den bara publicerades i Sverige föll den snabbt i glömska. 
År 1926 återupptäcktes bakterien, av en engelsk forskargrupp som döpte den till Bacterium monocytogenes. Anledningen att den fick artepitetet monocytogenes var att man såg att andelen monocyter ökade kraftigt i blodet vid en infektion av bakterien. Den har sedan fått namnet Listeria monocytogenes.

## Tillväxt och spridning

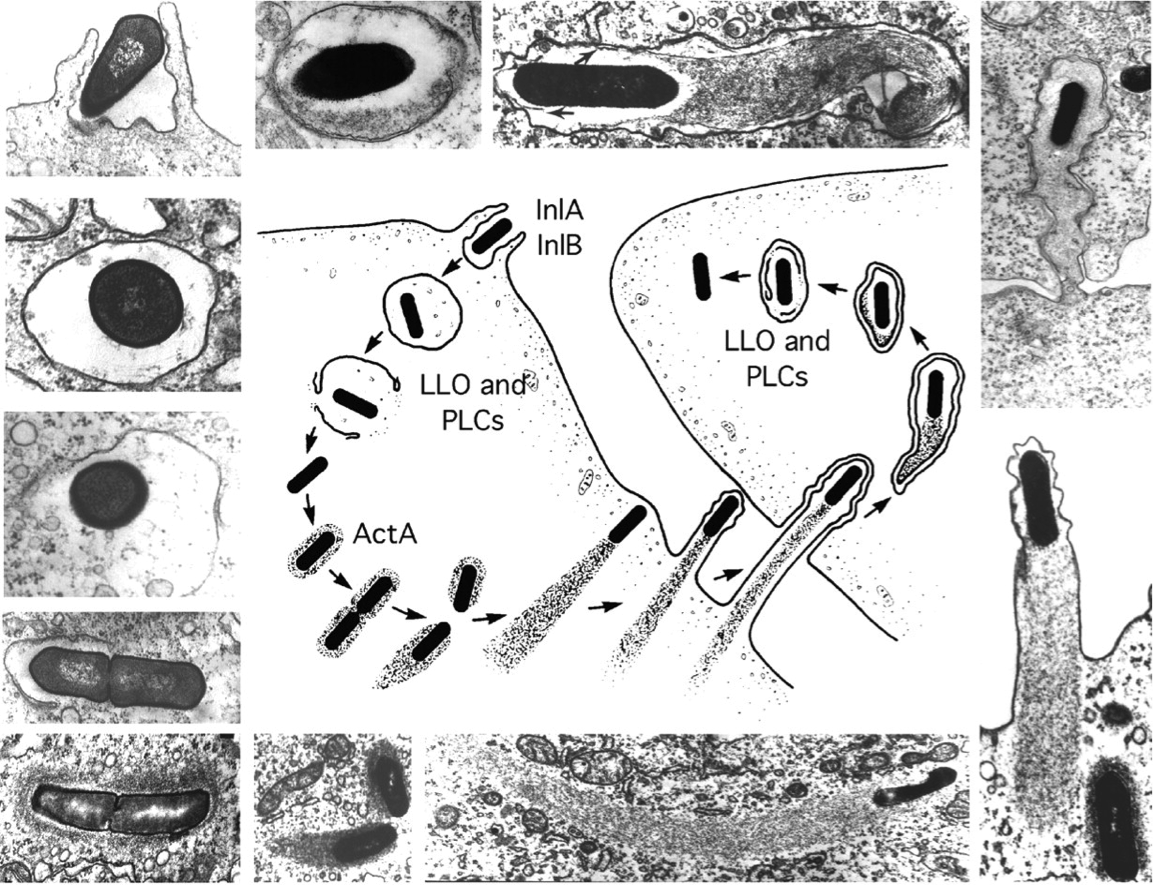
Listeria monocytogenes intracellulära livscykel.

L. monocytogenes kan leva och replikera sig i värdcellens cytoplasma. En makrofag fagocyterar listeriabakterien till en endosom. En lysosom fuserar med endosomen och dess uppgift är att bryta ner bakterien. L. monocytogenes omges nu bara delvis av ett membran, på ena sidan är membranet fortfarande intakt medan på andra sidan så har membranet gått sönder på grund av att bakterien har utsöndrat hemolysin. Detta gör den för att bli fri i värdcellens cytoplasma där den sedan börjar replikera sig. I cytoplasman omsluts listeriabakterien av värdcellens aktinfilament. Aktinfilamenten bildar sedan en svans efter bakterien som den använder för att förflytta sig till nästa cell den ska infektera.

## Förekomst
L. monocytogenes finns spridd i naturen i jord och i vatten. Den kan även finnas i tarmen hos många däggdjur, även hos människan. L. monocytogenes tillväxer i biofilmer och trivs bra bland annat på svåråtkomliga platser vid livsmedelstillverkning, detta gör att den lätt kan kontaminera livsmedel under tillverkning. Bakterien kan växa i kylskåpstemperatur och i vakuumförpackningar, och ju längre livsmedlet får ligga desto större är risken att bakterierna har nått en skadlig halt. L. monocytogenes tål även höga saltkoncentrationer och frysning. Bakterien avdödas vid 70°C.

## Sjukdom
L. monocytogenes kan orsaka sjukdomen listerios eller kringsjuka. Mat är den främsta källan till infektion. Mat som kan orsaka listerios är mat som äts utan att upphettas, detta kan exempelvis vara opastöriserad dessertost, färdigpaketerade charkuterier, färdiga sallader och smörgåsar, gravad och rökt fisk. Riskgrupper för infektionen är gravida, personer med nedsatt immunförsvar och äldre människor. Det misstänkts att en bakterie per gram livsmedel kan orsaka sjukdom hos dessa, medan friska människor kan klara upp emot en miljard bakterie per gram livsmedel. Symptomen på listerios är bland annat diarré, huvudvärk, influensaliknande symptom, hjärnhinneinflammation och blodförgiftning. Inkubationstiden varierar från några dygn upp till tre veckor. För att undvika att smittas av L. monocytogenes bör man äta så färska produkter som möjligt och ha en god livsmedelshygien, även tillverkningsmiljön har stor betydelse. Under 2009 anmäldes 73 fall av listeriainfektion, det är det högsta antal som anmälts under något år. Listeros är en anmälningspliktig sjukdom och vid smitta är det värdefullt att spara misstänka smittkällor för analys.

## Etymologi
Sjukdomen listerios har fått sitt namn efter Joseph Lister (1827-1912), som var kirurg vid universitetet i Glasgow. Han införde en antiseptisk metod vid behanlingen av trauman och under operationer som bestod i tvättning med karbolsyra, varvid dödligheten vid hans klinik sjönk från 45 till 14 procent.

## Olika arter
- L. monocytogenes - patogen för människa & djur
- L. ivanovii - patogen för idisslande djur
- L. innocua
- L. welshimeri
- L. seeligeri
- L. grayi[2]